# Convair F-102 Delta Dagger

Convair F-102 Delta Dagger

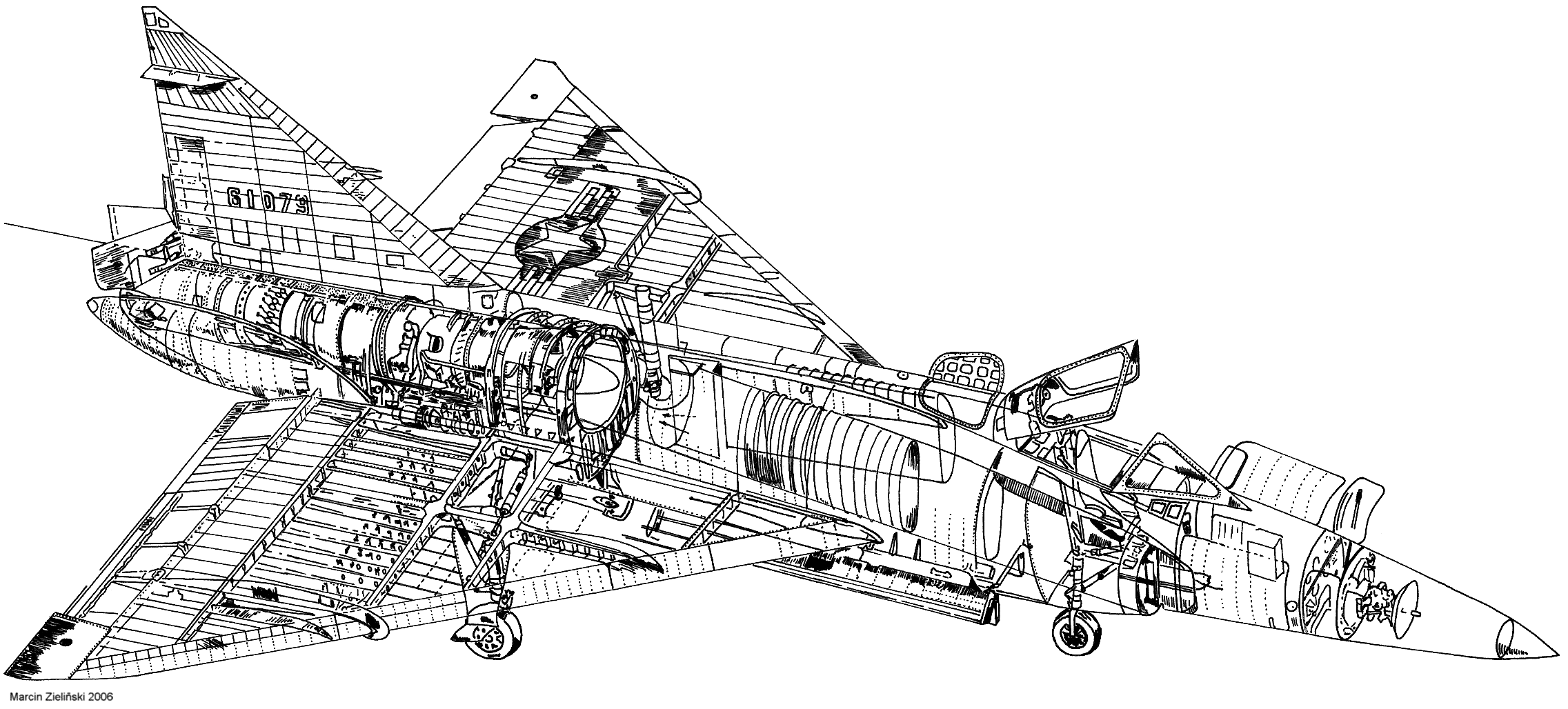
Convair F-102 Delta Dagger

Convair F-102 Delta Dagger var ett amerikanskt jaktflygplan som tillverkades av Convair för USA:s flygvapen under 1950-talet. Det var USA:s första överljudsjaktplan och världens första överljudsjaktplan med allvädersförmåga. Den var konstruerad för luftförsvar av Kontinentala USA men ersattes ganska snart i den rollen av Convair F-106 Delta Dart. De flesta F-102:or överfördes till Flygnationalgardet eller byggdes om till målrobotar.

## Utveckling
Efter andra världskrigets slut fick USA tillgång till stora mängder forskningsmaterial från Tyskland. Tysklands forskning inom aerodynamik låg långt före de allierades och Convair beslutade att bygga testplattformen XF-92 för att utvärdera och ta till vara planerna på ett överljudsflygplan. Till sin hjälp hade man Alexander Lippisch som var upphovsman till en stor del av den tyska forskningen. XF-92 blev aldrig någon succé, främst på grund av att den aldrig fick någon tillräckligt kraftfull motor, men deltavingen visade egenskaper som skulle passa utmärkt till ett större och kraftfullare flygplan.
I oktober 1948 utfärdade USA:s flygvapen en specifikation på ett jaktflygplan med överljudsprestanda, radar och beväpnat med jaktrobotar under projektnamnet ”1954 Interceptor”. Convair svarade med ett flygplan med likadana deltavingar som XF-92 men med längre flygkropp och en större motor. Även Lockheed och Republic Aviation deltog i uttagningen, men Convairs förslag vann och fick beteckningen XF-102. Den första prototypen YF-102 premiärflög 24 oktober 1953 men havererade bara nio dagar senare när motorn stannade under start. Prototypen presterade tyvärr inte mycket bättre än XF-92 och Convairs ingenjörer inledde ett fyra månader långt åtgärdsprogram för att bygga den reviderade prototypen YF-102A. Den hade starkare motor, en ny huv med den karaktäristiska kilformade vindrutan och viktigast av allt, en flygkropp konstruerad efter transsoniska arearegeln. De fyra månadernas respit fick man tack vare att Hughes var ännu mer försenade med radarn och det avancerade eldledningssystemet MG-3. Det första serieproducerade flygplanet flög första gången 24 juni 1955.
Trots att den reviderade konstruktionen uppfyllde flygvapnets krav började Convair nästan genast att arbeta på en ny och ner genomarbetad version av F-102. Den var ursprungligen tänkt att få beteckningen F-102B, men förändringarna var så stora att den fick en helt ny typbeteckning och nytt namn; Convair F-106 Delta Dart.

## Användning
F-102 kom ut på förband i april 1956. Som mest var 32 divisioner utrustade med F-102 och den var i slutet av 1950-talet det vanligaste jaktflygplanet inom Air Defense Command. Under 1960-talet överfördes mer än 500 F-102:or till Air National Guard och det var i 111th Fighter Interceptor Squadron i Texas som George W. Bush flög F-102. Det påstås ibland att Bush skulle ha sökt sig till Flygnationalgardet för att slippa skickas till Vietnam. Det var i så fall en chanstagning då flera av Flygnationalgardets Fighter Interceptor Squadrons skickades till både Thailand och Vietnam med sina F-102:or. De användes för luftförsvar, för bombplanseskort och till och med för attackuppdrag. Totalt femton F-102:or gick förlorade i Vietnam; en blev nedskjuten av en MiG-21 de 3 februari 1968, tre sköts ner av nordvietnamesiskt luftvärn, fyra förstördes på marken och 3 förstördes i haverier. Antalet förlorade i haverier är förvånansvärt lågt med tanke på att F-102 hade 13,69 tillbud per 100 000 flygtimmar vilket är en ovanligt hög siffra.
Sin viktigaste insats gjorde F-102 i Air Defense Command för att upprätthålla luftförsvaret över Nordamerika, tidvis frambaserade till Alaska, Grönland och Island. En rote stod i ständig beredskap att kunna starta inom fem minuter på order av NORAD. Vid ett flertal tillfällen avvisades sovjetiska Tupolev Tu-95, Tupolev Tu-16 och Mjasisjtjev M-4 som testade Nordamerikas luftförsvar.

## Konstruktion

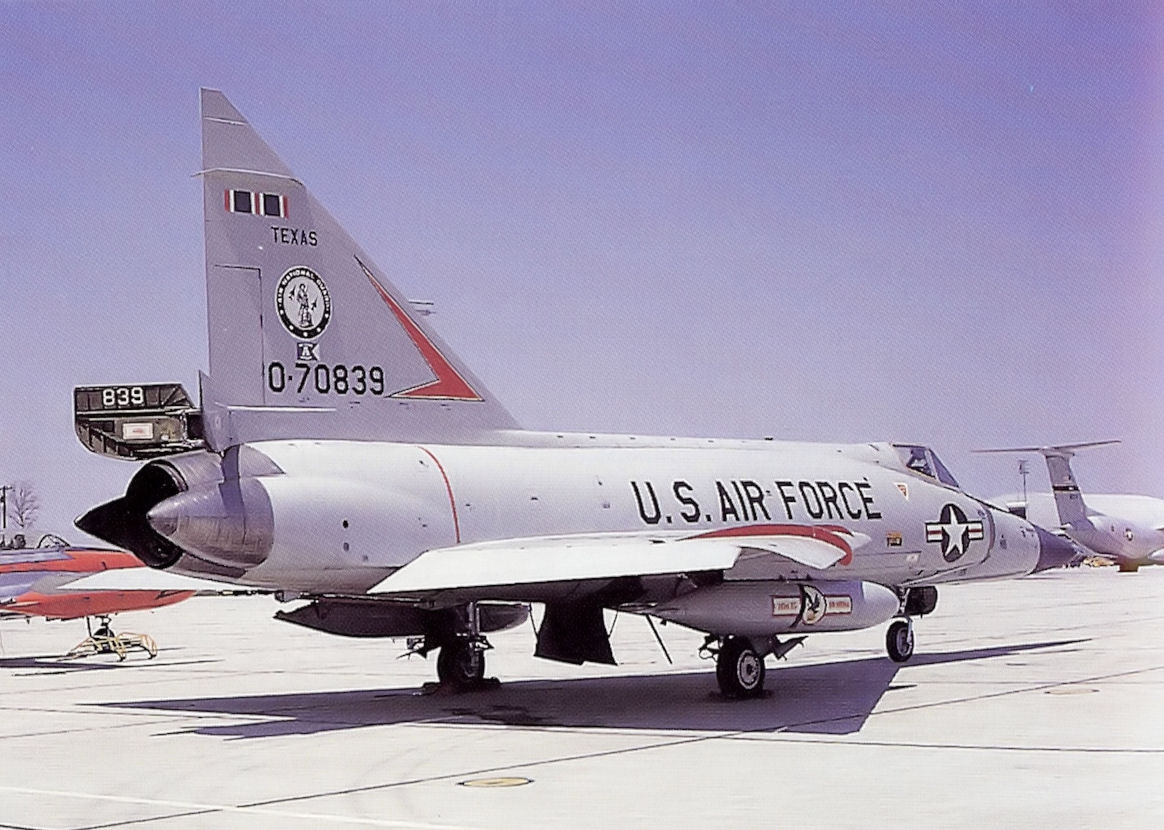
En F-102A från 182d Fighter Interceptor Squadron, Texas Air National Guard. Luftbromsen bakom stjärtfenan står i öppet läge. De båda bulorna på båda sidorna om motorn är till för att flygkroppen ska följa arearegeln.

F-102 är ett lågvingat flygplan byggt huvudsakligen i aluminium med titan runt motorutblåset. Deltavingens framkant har 60° svepvinkel. I vingens bakkant sitter kombinerade höjd- och skevroder (så kallade elevons). Alla roder är hydrauliska och även luftbromsarna bakom den triangulära stjärtfenan är hydrauliska. En bromsskärm sitter monterad mellan luftbromsarna. Motorn är en Pratt & Whitney J57-P-23 eller J57-P-25 med efterbrännkammare monterad längst bak i flygkroppen med luftintag på båda sidor om flygkroppen framför vingarna. Vingarna innehåller fyra bränsletankar med en total kapacitet av 4 107 liter. Landningsstället är trehjuligt. Huvudstället fälls in mot flygkroppen medan noshjulet fälls in framåt i nosen.

### Beväpning
Huvudbeväpningen för F-102 var jaktroboten AIM-4 Falcon av vilka 6 stycken kunde bäras i ett vapenutrymme under buken. Luckorna för vapenutrymmet var tillräckligt tjocka för att rymma en rad med 12 stycken 70 mm FFAR-raketer vardera (totalt 24 raketer). Raketerna var tänkt att kompensera för bristen på automatkanoner, men deras dåliga träffsäkerhet gjorde att de sällan användes. Efter att flygplanet tagits i tjänst modifierades de för att kunna bära den tyngre jaktroboten AIM-26 Falcon. En AIM-26 tog upp lika mycket plats som tre AIM-4 så bara två AIM-26 eller en kombination av en AIM-26 och tre AIM-4 kunde bäras. AIM-26 kunde även bestyckas med kärnvapenladdningen W54.

## Varianter
- YF-102 – Prototyp med Pratt & Whitney J57-P-11 på 48,5 kN. 2 byggda.
- YF-102A – Prototyp med Pratt & Whitney J57-P-23 på 53,4 kN och flygkropp ombyggd efter arearegeln. 4 byggda.
- F-102A – Produktionsmodell med Pratt & Whitney J57-P-25. 885 byggda.
- TF-102A – Tvåsitsigt skolflygplan. 111 byggda.
- F-102B – Ursprunglig beteckning på Convair F-106 Delta Dart
- F-102C – Föreslagen version med attackförmåga. Inga byggda.
- PQM-102A – Målrobot. 71 ombyggda från F-102A.
- PQM-102B – Målrobot med bibehållen förmåga att flygas av pilot. 146 ombyggda från F-102A.